# آسکاروو (شهرستان آبزلیلوفسکی، باشقیرستان)
آسکاروو (به لاتین: Askarovo) یک منطقهٔ مسکونی در روسیه است که در باشقیرستان واقع شده‌است.